# Pablo Meza
Pablo Fabián Meza Marmolejo (Luque, Paraguay; 29 de enero de 1997) es un futbolista paraguayo que juega como defensa en ABB de la Primera División de Bolivia.

## Trayectoria
Comenzó su carrera en General Díaz en 2017, donde pasó tres temporadas con apariciones esporádicas. En aquel equipo tuvo la oportunidad de disputar torneos internacionales, al disputar la Copa Sudamericana 2018.
En 2019, tuvo una breve cesión a Deportes Tolima de Colombia, donde no tuvo muchas oportunidades, disputando solo un encuentro en la Liga Colombiana. Regresó a General Díaz en la misma temporada, donde tuvo más oportunidades de jugar regularmente.
En 2021 jugó para Sol de América, logrando solo cuatro apariciones en el Torneo Apertura de Primera División. Lamentablemente esa temporada concluiría con el descenso del club a la División Intermedia.
Para el Torneo Clausura 2021, se unió a Sportivo Luqueño donde tuvo una participación muy limitada disputando solo cuatro encuentros de Liga. La siguiente temporada se unió a 24 de Setiembre en la División Intermedia.
En 2024, fue fichado por San Antonio Bulo Bulo en la Primera División de Bolivia.

## Selección nacional
Fue internacional con las selecciones sub-20 y sub-23 de Paraguay. Con la sub-20 participó en el Campeonato Sudamericano 2017 que se llevó a cabo en Ecuador, y con la sub-23 participó en el Preolímpico de 2020 realizado en Colombia. En ambos torneos, su selección no superó la primera fase.

#### Participaciones en Sudamericanos
| Campeonato                  | Sede     | Resultado    | Partidos | Goles |
| --------------------------- | -------- | ------------ | -------- | ----- |
| Sudamericano Sub-20 de 2017 | Ecuador  | Primera fase | 4        | 0     |
| Preolímpico Sub-23 de 2020  | Colombia | Primera fase | 3        | 0     |

## Estadísticas

### Clubes
Actualizado al último partido disputado el 13 de marzo de 2024.
| Club                            | Div.          | Temporada     | Liga  | Liga  | Copas nacionales | Copas nacionales | Copas internacionales | Copas internacionales | Total | Total |
| Club                            | Div.          | Temporada     | Part. | Goles | Part.            | Goles            | Part.                 | Goles                 | Part. | Goles |
| ------------------------------- | ------------- | ------------- | ----- | ----- | ---------------- | ---------------- | --------------------- | --------------------- | ----- | ----- |
| General Díaz Paraguay           | 1.ª           | 2017          | 4     | 0     | —                | —                | —                     | —                     | 4     | 0     |
| General Díaz Paraguay           | 1.ª           | 2018          | 10    | 0     | —                | —                | 4                     | 0                     | 14    | 0     |
| General Díaz Paraguay           | 1.ª           | 2019          | 3     | 1     |                  |                  | —                     | —                     | 3     | 1     |
| General Díaz Paraguay           | Total club    | Total club    | 17    | 1     | 0                | 0                | 4                     | 0                     | 21    | 1     |
| Deportes Tolima · Colombia      | 1.ª           | 2019          | 1     | 0     | —                | —                | —                     | —                     | 1     | 0     |
| Deportes Tolima · Colombia      | Total club    | Total club    | 1     | 0     | 0                | 0                | 0                     | 0                     | 1     | 0     |
| General Díaz Paraguay           | 1.ª           | 2019          | 20    | 2     | —                | —                | —                     | —                     | 20    | 2     |
| General Díaz Paraguay           | 1.ª           | 2020          | 16    | 1     | —                | —                | —                     | —                     | 16    | 1     |
| General Díaz Paraguay           | Total club    | Total club    | 36    | 3     | 0                | 0                | 0                     | 0                     | 36    | 3     |
| Sol de América Paraguay         | 1.ª           | 2021          | 4     | 0     | —                | —                | —                     | —                     | 4     | 0     |
| Sol de América Paraguay         | Total club    | Total club    | 4     | 0     | 0                | 0                | 0                     | 0                     | 4     | 0     |
| Sportivo Luqueño Paraguay       | 1.ª           | 2021          | 4     | 0     | —                | —                | —                     | —                     | 4     | 0     |
| Sportivo Luqueño Paraguay       | Total club    | Total club    | 4     | 0     | 0                | 0                | 0                     | 0                     | 4     | 0     |
| 24 de Setiembre Paraguay        | 2.ª           | 2023          | 15    | 1     | 1                | 0                | —                     | —                     | 16    | 1     |
| 24 de Setiembre Paraguay        | Total club    | Total club    | 15    | 1     | 1                | 0                | 0                     | 0                     | 16    | 1     |
| San Antonio Bulo Bulo · Bolivia | 1.ª           | 2024          | 6     | 0     | 0                | 0                | —                     | —                     | 42    | 0     |
| San Antonio Bulo Bulo · Bolivia | Total club    | Total club    | 6     | 0     | 0                | 0                | 0                     | 0                     | 6     | 0     |
| Total carrera                   | Total carrera | Total carrera | 83    | 5     | 1                | 0                | 4                     | 0                     | 88    | 5     |
| 1. 2.                           |               |               |       |       |                  |                  |                       |                       |       |       |